# Liste der Einträge im National Register of Historic Places im Lake of the Woods County

Lage des Lake of the Woods County in Minnesota

Die Liste der Einträge im National Register of Historic Places im Lake of the Woods County in Minnesota führt alle Bauwerke und historischen Stätten im Lake of the Woods County auf, die in das National Register of Historic Places aufgenommen wurden.

## Legende
| NRHP | Historic Place    |
| HD   | Historic District |

## Aktuelle Einträge
| [ 2 ] | Name                                | Bild                                | Eintragsdatum                | Lage | Ort            | Beschreibung |
| ----- | ----------------------------------- | ----------------------------------- | ---------------------------- | --- | -------------- | --- |
| 1     | Canadian National Railways Depot    | Canadian National Railways Depot    | 7. Aug. 2005 ID-Nr. 05000809 | 420 North Main Avenue 48° 42′ 57,6″ N, 94° 36′ 0,4″ W                                                          | Baudette       | 1923 im American Craftsman genannten Baustil errichtetes Bahnhofsgebäude der Canadian National Railway, das zugleich auch als Grenzübergang genutzt wurde |
| 2     | Fort St. Charles Archeological Site | Fort St. Charles Archeological Site | 1983 ID-Nr. 83000911         | Magnusons Island 49° 21′ 42,5″ N, 94° 58′ 51,3″ W                                                              | Angle Township | Stelle, an der sich von 1732 bis in die 1750er Jahre ein französischer Außenposten befand                                                                 |
| 3     | Norris Camp                         | Norris Camp                         | 1994 ID-Nr. 94001080         | Abseits der Norris-Roosevelt Forest Road in der Red Lake Wildlife Management Area 48° 36′ 37″ N, 95° 10′ 55″ W | Roosevelt      | 1935 errichtetes Camp des Civilian Conservation Corps |
| 4     | Northwest Point                     |                                     | 1973 ID-Nr. 73000982         | Zwischen dem Bear Creek und dem Harrison Creek 49° 22′ 30,9″ N, 95° 8′ 59,9″ W                                 | Angle Township | Nördlichster Punkt des Northwest Angle und zugleich nördlichster Punkt der USA außerhalb von Alaska                                                       |

## Frühere Einträge
| [ 2 ] | Name                  | Bild | Eintragsdatum        | Lage                                              | Ort      | Beschreibung                                                    |
| ----- | --------------------- | ---- | -------------------- | ------------------------------------------------- | -------- | --------------------------------------------------------------- |
| 1     | Spooner Public School |      | 1983 ID-Nr. 83000913 | 1st Street, North 48° 49′ 3,8″ N, 95° 29′ 35,4″ W | Baudette | 1909 errichtetes Schulgebäude; 2002 aus dem Register gestrichen |